# Ozero Uzjo (sjö i Vitryssland)
Ozero Uzjo (ryska: Озеро Ужо) är en sjö i Belarus.   Den ligger i voblasten Vitsebsks voblast, i den norra delen av landet, 270 km nordost om huvudstaden Minsk. Ozero Uzjo ligger 164 meter över havet. Arean är 0,16 kvadratkilometer. Den sträcker sig 0,5 kilometer i nord-sydlig riktning, och 0,6 kilometer i öst-västlig riktning.
I omgivningarna runt Ozero Uzjo växer i huvudsak blandskog. Runt Ozero Uzjo är det glesbefolkat, med 10 invånare per kvadratkilometer.